# Damernas fyra med styrman i rodd vid olympiska sommarspelen 1988
Damernas fyra med styrman i rodd vid olympiska sommarspelen 1988 avgjordes mellan den 19 och 24 september 1988.

## Medaljörer
| Gren             | Guld                                                                                   | Silver                                                           | Brons                                                                                   |
| Fyra med styrman | Östtyskland Martina Walther Gerlinde Doberschütz Carola Hornig Birte Siech Sylvia Rose | Kina Zhang Xianghua Hu Yadong Yang Xiao Zhou Shouying Li Ronghua | Rumänien Marioara Trasca Veronica Necula Herta Anitas Doina Șnep-Bălan Ecaterina Oancia |

## Resultat

### Final
| Placering | Roddare                                                                                | Land           | Tid     |
| --------- | -------------------------------------------------------------------------------------- | -------------- | ------- |
| 1         | Martina Walther, Gerlinde Doberschütz, Carola Hornig, Birte Siech och Sylvia Rose      | Östtyskland    | 6:56,00 |
| 2         | Zhang Xianghua, Hu Yadong, Yang Xiao, Zhou Shouying och Li Ronghua                     | Kina           | 6:58,78 |
| 3         | Marioara Trasca, Veronica Necula, Herta Anitas, Doina Șnep-Bălan och Ecaterina Oancia  | Rumänien       | 7:01,13 |
| 4         | Teodora Zareva, Violeta Zareva, Miglena Michaleva, Svetla Durtjova och Greta Georgieva | Bulgarien      | 7:02,27 |
| 5         | Jennifer Corbet, Sarah Gengler, Elisabeth Bradley, Cindy Eckert och Kimberly Santiago  | USA            | 7:09,12 |
| 6         | Fiona Johnston, Kate Grose, Joanna Gough, Susan Smith och Alison Norrish               | Storbritannien | 7:10,80 |